# Merophysia bistriata
Merophysia bistriata is een keversoort uit de familie zwamkevers (Endomychidae). De wetenschappelijke naam van de soort werd in 1889 gepubliceerd door Edmund Reitter.